# Марцевич, Людмила Леонидовна
Людмила Леонидовна Марцевич (род. 7 мая 1945 года, Гродно, Беларусь) — пианистка, педагог, профессор (2002). Народная артистка Украины (1994). Член Национального союза театральных деятелей Украины.

## Биография
Людмила Леонидовна Марцевич родилась 7 мая 1945 года в белорусском городе Гродно. Музыкальное образование получила в Одесской средней специальной музыкальной школе имени П. С. Столярского и в Одесской государственной консерватории имени А. В. Неждановой. В консерватории училась до 1968 года по классу Е. Ваулина и Л. Гинзбург. Окончила аспирантуру Национальной музыкальной академии Украины имени П. И. Чайковского.
Интенсивную концертную деятельность начала ученицей 10 класса в 1963 году после победы на украинском конкурсе пианистов имени Н. В. Лысенко (I премия). Выступала с сольными концертами и в сопровождении симфонических и камерных оркестров, в ансамблях с музыкантами и дирижёрами И. Блажковым, В. Гнедаша, Ф. Глущенко, Н. Рахлин, В. Здоренко, С. Турчаком, В. Сиренко. Неоднократно гастролировала во Франции, Германии, Норвегии, Словакии, Испании, Корее, Польше, США, странах СНГ. Людмила Марцевич исполняет произведения классического наследия, эпохи романтизма, современных авторов. Записывалась на Украинском радио и телевидении. С 1968 по 1971 года была солисткой Укрконцерта. С 1971 года — солистка Национальной филармонии Украины. В 1982 году ей было присвоено почетное звание заслуженной артистки Украины, в 1994 году — народной артистки Украины.
После ухода из филармонии стала работать преподавателем в Национальной музыкальной академии Украины. Учениками Людмилы Леонидовны являются музыканты: Д. Андросова, Н. Борисенко, А. Фандеев.

## Награды и звания
- Народная артистка Украины (1994)
- Лауреат V Международного конкурса молодых пианистов Алемдара Караманова (Симферополь, 14-21 ноября 2005) (как педагог)